# Resmo församling
Resmo församling var en församling i Ölands södra kontrakt, Växjö stift, Mörbylånga kommun på Öland i Kalmar län. Församlingen uppgick 2006 i Resmo-Vickleby församling.
Församlingskyrka var Resmo kyrka. 
2003 fanns det 197 personer i församlingen.

## Administrativ historik
Församlingen har medeltida ursprung.
Församlingen var under medeltiden en del av Vickleby pastorat för att därefter till 1 november 1935 vara moderförsamling i pastoratet Resmo och Mörbylånga. År 1935 blev församlingen annexförsamling i pastoratet Mörbylånga, Resmo och Vickleby som 1962 utökades med Hulterstads, Stenåsa och Kastlösa församlingar.  Församlingen uppgick 2006 i Resmo-Vickleby församling
Församlingskod var 084002.

## Series pastorum
| Ämbetstid              | Namn                                                                         | Levnadstid      |
| (1525)–1562            | Carolus Nicolai                                                              | d. 1562         |
| 1566–1615              | Johannes Andreae                                                             | d. 1619         |
| 1615–1654              | Petrus Olai                                                                  | d. trol. 1654   |
| 1654–1658              | Johannes Petri Moraeus                                                       | d. 1658         |
| 1659–1662              | Samuel Olai Löfving                                                          | d. 1662         |
| 1663–1700              | Petrus Petri Petronius                                                       | d. 1700         |
| 1701–1716              | Samuel Petronius                                                             | 1668–1717       |
| 1717–1727              | Edvard Nybäck                                                                | omkr. 1671–1727 |
| 1728–1744              | Johan Wellin                                                                 | 1686–1760       |
| 1744–1761              | Georg Weijdling                                                              | 1705–1761       |
| 1764–1792              | Elias Salomon                                                                | 1718–1792       |
| 1794–1799              | Israel Ahlqvist                                                              | 1750–1799       |
| 1800                   | Pehr Ahlqvist                                                                | 1755–1800       |
| 1802–1824              | Isak Pihlqvist                                                               | 1744–1824       |
| 1826–1845              | Jonas Funqvist                                                               | 1757–1845       |
| 1848–1862              | Jonas Lundgren                                                               | 1801–1862       |
| 1865–1876              | Carl Gustaf Ekwall                                                           | 1804–1876       |
| 1879–1888              | Carl Ludvig Carlsson                                                         | 1826–1888       |
| 1891–1896              | Bror Uno Konstantin Johan Helmer Laurentius Stanislaus Alexander Hummerhielm | 1848–1930       |
| 1897–1916              | Johan Martin Lundgren                                                        | 1840–1916       |
| 1935–(åtminstone 1951) | Nils Fredrik Gillis Danielsson                                               | 1904–1975       |